# Neil Collins
Neil Jeffrey Collins (ur. 15 października 1961 w Manchesterze) – brytyjski żużlowiec.

## Życiorys

### Kariera sportowa
Srebrny medalista drużynowych mistrzostw świata (Leszno 1984). Wielokrotny finalista indywidualnych mistrzostw Wielkiej Brytanii oraz eliminacji indywidualnych mistrzostw świata.

### Życie prywatne
Brat Petera Collinsa, Lesa Collinsa, Phila Collinsa i Steve’a Collinsa, również żużlowców.

## Przynależność klubowa
Wielka Brytania
- Ellesmere Port (1978)
- Long Eaton Invaders (1979)
- Workington Comets (1979)
- Sheffield Tigers (1979–1980)
- Edinburgh Monarchs (1980–1981)
- Belle Vue Aces (1981)
- Leicester Lions (1982–1983)
- Sheffield Tigers (1984–1988)
- Wolverhampton Wolves (1989–1990)
- Glasgow Tigers (1992)
- Long Eaton Invaders (1993–1994)
- Sheffield Tigers (1995)
- Belle Vue Aces (1996)
- Glasgow Tigers (1997)
- Stoke Potters (1998)
- Swindon Robins (1999–2000)
- Belle Vue Aces (2001)
- Somerset Rebels (2002)
- Belle Vue Aces (2003)
- Hull Vikings (2003)
- Peterborough Panthers (2003)
- Somerset Rebels (2004)
- Newport Wasps (2005–2006)